# Wataru Yoshikawa

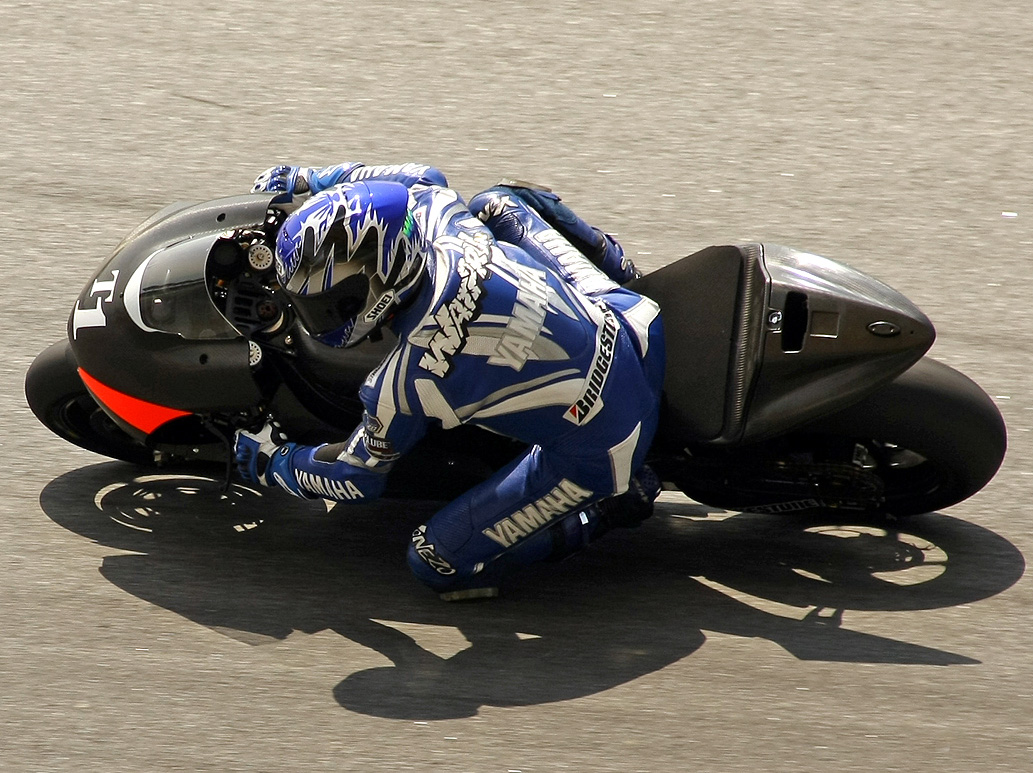
Wataru Yoshikawa op het Sepang International Circuit in 2011.

Wataru Yoshikawa (Japans: 吉川 和多留, Yoshikawa Wataru, Tokio, 26 september 1968) is een Japans motorcoureur.

## Carrière
Yoshikawa werd in 1990 kampioen in de nationale A-klasse van het Japanse SP750-kampioenschap. Door deze prestatie mocht hij in 1991 debuteren in de internationale A-klasse van het TT-F1-kampioenschap binnen het All Japan Road Race Championship. Hij reed gedurende zijn tijd in deze klasse altijd op een Yamaha. Hij werd achtereenvolgens negende, negende en achtste, voordat de klasse in 1994 werd vervangen door een superbike-kampioenschap. Hierin werd hij met 149,5 punten de eerste kampioen. In 1995 eindigde hij als vierde.
Tussen 1992 en 1995 reed Yoshikawa, met uitzondering van 1993, ieder jaar in het wereldkampioenschap superbike als wildcardcoureur tijdens zijn thuisrace op het Sportsland SUGO. In 1992 eindigde hij op de plaatsen 25 en 14, in 1994 eindigde hij de races als vijfde en vierde en in 1995 werd hij zevende en vijfde. In 1996 reed hij een volledig seizoen in deze klasse. Hij kende een redelijk seizoen, waarin hij in zijn thuisrace zijn enige podiumfinish van het jaar behaalde. Met 163 punten werd hij negende in de eindstand.
In 1997 keerde Yoshikawa terug naar het Japans kampioenschap superbike, waarin hij twee keer op een rij vierde werd. In 1999 werd hij voor de tweede keer kampioen in deze klasse met 151 punten. Tussen 2000 en 2002, zijn laatste seizoenen in de klasse, werd hij respectievelijk vierde, vijfde en tweede in de eindstand. Tussen 1997 en 2002 reed hij wederom als wildcardcoureur in iedere race op Sugo in het WK superbike. In 1997 werd hij vijfde in de eerste race, terwijl hij in de tweede race uitviel. In 1998 eindigde hij als negende en zevende in de races. In 1999 werd hij in de races vijfde en zesde. In 2000 behaalde hij zijn laatste podiumplaats in de tweede race met een tweede plaats, terwijl hij de eerste race als achtste afsloot. In 2001 werd hij tiende in de eerste race, terwijl hij in de tweede race uitviel. In 2002 had hij zijn laatste optreden in het WK superbike en werd hij in beide races achtste.
Tussen 1991 en 2005 nam Yoshikawa ieder jaar deel aan de 8 uur van Suzuka op een Yamaha. In 2000 startte hij vanaf pole position, terwijl hij in 2003, samen met Shinichi Nakatomi, zijn enige podiumplaats behaalde in de race met een tweede plaats. Daarnaast werd hij in 2002 aangesteld als test- en ontwikkelingscoureur van het MotoGP-team van Yamaha in het wereldkampioenschap wegrace. Dat jaar maakte hij zijn racedebuut in de klasse als wildcardcoureur in de Grand Prix van de Pacific, waarin hij twaalfde werd. Ook nam hij in 2010 deel aan de Grand Prix van Catalonië als vervanger van de geblesseerde Valentino Rossi, waarin hij vijftiende werd. Oorspronkelijk was het plan dat hij drie races zou rijden, maar nadat Rossi sneller herstelde dan verwacht, bleef het bij dit ene optreden. Vanaf 2015 is hij teambaas van het Yamaha-fabrieksteam in de 8 uur van Suzuka; onder zijn leiding won dit team dat jaar en in 2016 de race.